# Папа Марцел II
Папа Марчело/Марцел II (лат. Marcellus II; Монтефано, 16. мај 1501 - Рим, 11. мај 1555) је био 222. папа од 19. априла 1555. до 1. маја 1555.